# 左營端
左營端為臺灣國道十號的起點，位於臺灣高雄市左營區，指標為0k。地點位於大中二路與文自路口。另外，在0.7k處設有自由路匝道銜接自由三路與博愛三路，2022年起，自由路出口併入左營端，但即時影像仍使用自由路出口。
|          | 0 左營端        | 翠華路 小型車 |
| 0 左營端 | 自由三路 大型車 |               |
| 0 左營端 | 博愛三路        |               |

## 周邊景點
- 蓮池潭
- 半屏山

## 外部連結
- 國道十號鼎金系統交流道、左營端示意圖 （页面存档备份，存于）（交通部高速公路局）